# Sépie (rod)
Sépie (Sepia) je druhově bohatý rod hlavonožců, konkrétně sépií (Sepiida), z čeledi sépiovití (Sepiidae). Zástupci se nejlépe definují jako ty sépie, které nemají jisté znaky rodů Metasepia a Sepiella. Konkrétně nemají póry na zadním konci pláště a délka sépiové kosti je srovnatelná s rozměry pláště.

## Zástupci
Uznáváno je členění do podrodů:
- podrod Acanthosepion Rochebrune, 1884
- podrod Anomalosepia Khromov, 1987
- podrod Doratosepion Rochebrune, 1884
- podrod Hemisepius Steenstrup, 1875
- podrod Rhombosepion Rochebrune, 1884
- podrod Sepia Linnaeus, 1758

Mezi známé druhy patří například:
- sépie obecná (Sepia officinalis)
- sépie vějířovitá (Sepia apama)